# Val de San Lorenzo (kommunhuvudort)
Val de San Lorenzo är en kommunhuvudort i Spanien.   Den ligger i provinsen Provincia de León och regionen Kastilien och Leon, i den nordvästra delen av landet, 300 km nordväst om huvudstaden Madrid. Val de San Lorenzo ligger 893 meter över havet och antalet invånare är 659.
Terrängen runt Val de San Lorenzo är huvudsakligen platt, men västerut är den kuperad. Runt Val de San Lorenzo är det glesbefolkat, med 11 invånare per kvadratkilometer. Närmaste större samhälle är Astorga, 7,2 km nordost om Val de San Lorenzo. 